# Tom Clancy’s Ghost Recon Wildlands
Tom Clancy’s Ghost Recon Wildlands ist ein taktisches Open-World-Spiel, das von Ubisoft Paris entwickelt worden ist. Es ist das zehnte Spiel der Ghost-Recon-Reihe und das erste Ghost Recon, das in einer offenen Welt spielbar ist. Ubisoft stellte das Spiel im Juni 2015 auf der Electronic Entertainment Expo vor. Das Spiel wurde am 7. März 2017 veröffentlicht. Vom 3. bis zum 6. Februar 2017 fand im Vorfeld eine Closed Beta statt. Eine Open Beta fand vom 23. bis 27. Februar 2017 statt.

## Handlung
Ghost Recon Wildlands spielt in Bolivien, einem Binnenstaat in Südamerika. Vier Ghosts, Mitglieder einer militärischen Spezialeinheit, gehen gegen das Drogenkartell Santa Blanca vor. Der Kopf des Schmuggelhandels, die eiskalte Gangsterin La Reina de la Belleza, ist einer der Hauptkontrahenten der Spezialeinheit. Das Oberhaupt des Kartells ist El Sueño, der vom Auftragskiller zum Anführer des Kartells aufgestiegen ist.
Im Einzel- sowie Multiplayer mit bis zu vier Spielern können die sogenannten Ghosts die weitläufige Welt in Wildlands erkunden, im Vordergrund steht das Auskundschaften von Ortschaften sowie das Sammeln von Informationen über den mächtigen Drogenboss El Sueño, der mit der Zeit fast ganz Bolivien unter seine Kontrolle gebracht hat. El Sueño wird von mehreren sogenannten Buchons unterstützt, welche einem Zwischenboss unterstehen, der wiederum einem Leiter der jeweiligen Abteilung untersteht. Insgesamt gibt es vier Abteilungen, die sich in Schmuggel, Einfluss, Sicherheit und Produktion unterteilen. Ziel von Ghost Recon Wildlands ist es, alle Abteilungen zu zerschlagen und der Schreckensherrschaft von El Sueño somit ein Ende zu setzen. Hierbei wird der Spieler von Rebellen unterstützt. Zum erfolgreichen Abschluss reicht es, zwei der vier Abteilungen zu besiegen.

## Spielprinzip
Die offene Welt von Wildlands stellt die Spieler vor viele Möglichkeiten. Missionen können auf mehrere Arten gemeistert werden, vom Scharfschützen bis hin zum brachialen Stürmen sind alle Möglichkeiten machbar. Die Missionen können selbst ausgewählt werden, es gibt keinen vorgegebenen Handlungsstrang.
In Wildlands sind Waffenmodifikationen jederzeit möglich, damit man sich den Missionen anpassen kann. So können alle Waffen individuell zerlegt und verschieden zusammengesetzt werden. Im Spiel gibt es über 100 Anbauteile für Waffen, damit sind über 10.000 Kombinationen möglich. Die Engine ermöglicht außerdem das dynamische Verschmutzungssystem. So wird Kleidung im Laufe der Missionen je nach Terrain verschmutzt. Es können auch exotische Waffen gefunden werden, die es nirgends zu kaufen gibt.
Die Ghosts, also die eigenen Spielcharaktere, bestehen aus dem Spieler selbst und 3 KI gesteuerten Teammitgliedern, deren Outfits man nach Belieben ändern kann. Es besteht auch die Möglichkeit, zwischen weiblichen und männlichen Soldaten zu wählen.

## Rezeption
Das Spiel erhielt teils gemischte aber tendenziell positive Wertungen, wobei die Bewertungen für die Xbox-One-Version laut Metacritic im Schnitt etwas besser ausfielen, als für PC und PlayStation 4.
GameStar wertete Wildlands nach einem Jahr von 80 auf 85 Punkte auf.

## Sequel
Unter dem Namen Tom Clancy’s Ghost Recon Breakpoint ist am 4. Oktober 2019 ein erzählerisches Sequel zu Wildlands erschienen.